# Horsfield-Gleithörnchen
Das Horsfield-Gleithörnchen (Iomys horsfieldii) ist ein Gleithörnchen aus der Gattung Iomys. Es kommt in Südostasien von der malaiischen Halbinsel über mehrere Inseln Malaysias und Indonesiens vor.

## Merkmale
Das Horsfield-Gleithörnchen erreicht eine Kopf-Rumpf-Länge von etwa 18 bis 19 Zentimetern sowie eine Schwanzlänge von etwa 18 Zentimetern, das Gewicht liegt bei etwa 160 bis 210 Gramm. Die Unterarten unterscheiden sich vor allem in der Färbung. Dabei ist die Nominatform Iomys h. horsfieldii auf der Rückenseite rotbraun und auf der Bauchseite gelblich-braun und besitzt eine gelblich-rote Färbung an den Seiten der Flughaut und unterhalb des Auges. Iomys h. davisoni ist dunkel schiefergrau mit rotbraun-orangen Haarspitzen auf dem Rücken, die Flughautränder und der Bauch sind orange und die Schwanzunterseite dunkelbraun. Iomys h. penangensis entspricht Iomys h. davisoni, ist jedoch etwas heller auf der Rückenseite, an den Beinen und am Schwanz. Iomys h. thomsoni ist auf der Rückenseite dunkel-rauchbraun meliert mit weißen Haarspitzen, die Bauchseite ist weißlich bis blass rötlich. Die Augen sind von einem schwarzen Augenring umrandet, von dem ein schwarzer Strich zum Ansatz der Schnurrhaare führt.
Wie alle Gleithörnchen hat es eine behaarte Flughaut, die Hand- und Fußgelenke miteinander verbindet und durch eine Hautfalte zwischen den Hinterbeinen und dem Schwanzansatz vergrößert wird. Die Flughaut ist muskulös und am Rand verstärkt, sie kann entsprechend angespannt und erschlafft werden, um die Richtung des Gleitflugs zu kontrollieren. Im Vergleich zu anderen Gleithörnchen vergleichbarer Größe besitzt das Horsfield-Gleithörnchen einen verhältnismäßig kurzen Schwanz und vor allem sehr kurze Beine.

## Verbreitung

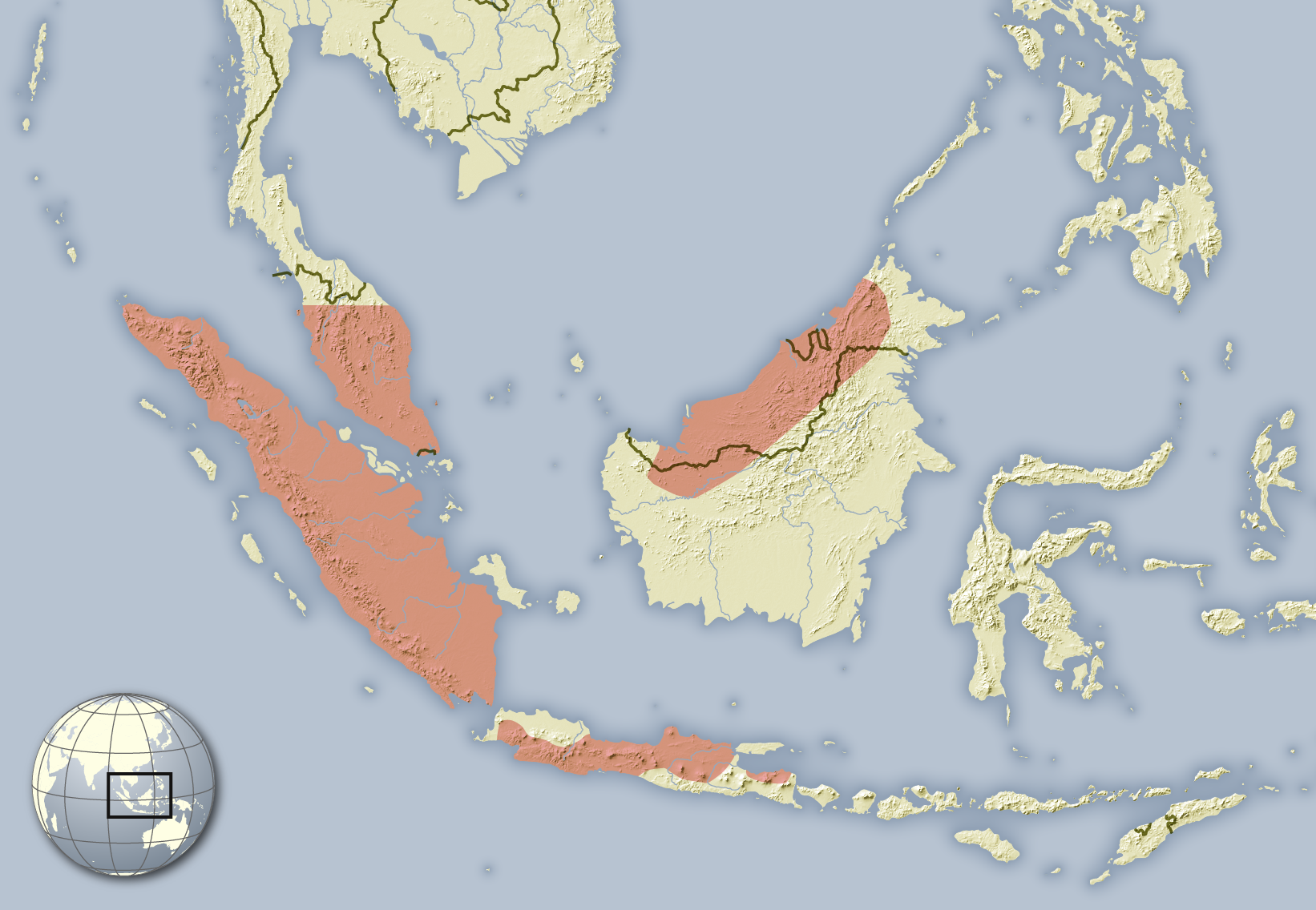
Verbreitungsgebiet des Horsfield-Gleithörnchens

Das Horsfield-Gleithörnchen ist in Südostasien von der malaiischen Halbinsel über mehrere Inseln Malaysias und Indonesiens verbreitet. Dabei lebt es auf den indonesischen Inseln Sumatra und Java, den malaiischen Inseln Penang und Pulau Tioman sowie auf Borneo, wobei das Verbreitungsgebiet Teile des malaiischen und indonesischen Gebietes sowie Brunei Darussalam umfasst. Auf der Insel Singapur kommt die Art selten oder nicht mehr vor.

## Lebensweise
Über die Lebensweise des Horsfield-Gleithörnchens liegen trotz der weiten Verbreitung nur wenige Daten vor. Der Lebensraum umfasst zahlreiche unterschiedliche Habitate und reicht von Gebüschen und Waldrändern über landwirtschaftlich genutzte Plantagen bis zu natürlichen Wäldern. Dabei ist es vor allem im Flachland unterhalb von 1000 Metern und abseits von dichten Waldbereichen verbreitet.
Wie andere Arten der Flughörnchen ist es baumlebend und nachtaktiv, es lebt in Nestern in Baumhöhlen. Es ernährt sich vor allem von Früchten, genauere Daten zur Nahrungszusammensetzung und saisonalen Verteilung liegen nicht vor.

## Systematik
Das Horsfield-Gleithörnchen wird als eigenständige Art innerhalb der Gattung Iomys geführt, die als zweite Art das Mentawai-Gleithörnchen (Iomys sipora) enthält. Die wissenschaftliche Erstbeschreibung stammt von George Robert Waterhouse im Jahr 1838 anhand von Individuen von der Insel Sumatra. Benannt wurde die Art nach dem britischen Naturforscher Thomas Horsfield.
Innerhalb der Art werden vier Unterarten unterschieden:
- Iomys horsfieldii horsfieldii kommt auf Java und Sumatra vor
- Iomys horsfieldii davisoni lebt auf der malaiischen Halbinsel und kam auch in Singapur vor.
- Iomys horsfieldii penangensis lebt vor allem auf Penang.
- Iomys horsfieldii thomsoni ist auf Borneo verbreitet.

## Bestand, Gefährdung und Schutz
Das Horsfield-Gleithörnchen wird von der International Union for Conservation of Nature and Natural Resources (IUCN) aufgrund seines vergleichsweise großen Verbreitungsgebietes als nicht gefährdet (least concern) eingestuft. Es ist zudem sehr anpassungsfähig und kommt auch in anthropogen stark veränderten Lebensräumen vor, potenzielle Gefährdungsursachen für den Bestand sind nicht vorhanden. In einigen Regionen gelten die Tiere als Schädlinge, vor allem in landwirtschaftlich genutzten Flächen.

## Belege
1. 1 2 3 4 5 6 7 8 9  Richard W. Thorington Jr., John L. Koprowski, Michael A. Steele: Squirrels of the World. Johns Hopkins University Press, Baltimore MD 2012; S. 106–107. ISBN 978-1-4214-0469-1
2. 1 2 3 4  Iomys horsfieldii in der Roten Liste gefährdeter Arten der IUCN 2014.2. Eingestellt von: K. Aplin, D. Lunde, 2008. Abgerufen am 8. August 2014.
3. 1 2  Don E. Wilson & DeeAnn M. Reeder (Hrsg.): Iomys horsfieldii in Mammal Species of the World. A Taxonomic and Geographic Reference (3rd ed).